# Syrakúsia

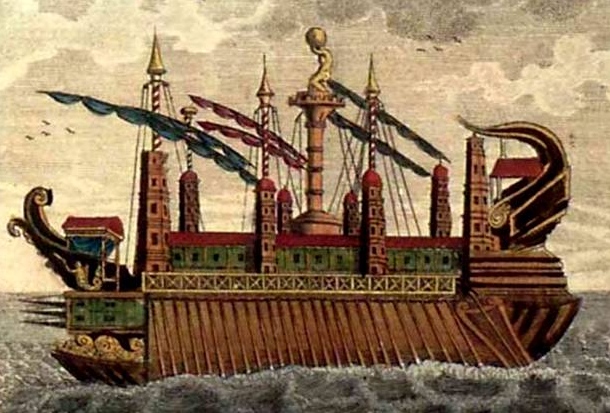
Přehnané vyobrazení Syrakusy, velké nákladní a osobní lodi starověkého Řecka, jedné z největších antických lodí. Poznámka: Plovoucí palác syrakuského krále Hierona. Ručně kolorovaná mědirytina z knihy Roberta von Spalarta Historický obraz kostýmů hlavních lidí starověku a středověku, Metz, 1810.

Syrakúsia (starořecky Συρακουσία) byla 55 metrů dlouhá loď starověkého Řecka, která byla údajně největší lodí období antiky. Navrhl ji Archimédés a vybudovali ji Archias z Korintu a Hieron II. ze Syrakus. Historik Moschion z Phaselisu udává, že mohla převážet 1 600 - 1 800 tun nákladu a 200 vojáků včetně katapultu. Plula pouze jednou, do Alexandrie, kde byla předána Ptolemaiovi III. a přejmenována na Alexandris.
Ptolemaiův syn chtěl vybudovat větší loď, než byla Syrakúsia. Nařídil stavbu velké válečné lodi 129 metrů dlouhé, 24 metrů široké pro 4 000 veslařů a 2 850 vojáků. Podle Callixena z Rhodu by ale taková loď byla nepohyblivá.